# Centaures de Grenoble 2022
Questa voce raccoglie le informazioni riguardanti i Centaures de Grenoble nelle competizioni ufficiali della stagione 2022.

## Division Élite 2022

### Stagione regolare
| 13 febbraio 2022, ore 14:00 1ª giornata | Ours de Toulouse | 10 – 6 (7-0 3-0 0-0 0-6) referto referto 2 | Centaures de Grenoble |  |

| 19 febbraio 2022, ore 19:00 2ª giornata | Centaures de Grenoble | 13 – 26 (0-7 7-6 6-7 0-6) referto referto 2 | Argonautes d'Aix-en-Provence |  |

| 5 marzo 2022, ore 19:00 3ª giornata | Blue Stars de Marseille | 48 – 0 (13-0 7-0 21-0 7-0) referto referto 2 | Centaures de Grenoble |  |

| 20 marzo 2022, ore 13:00 4ª giornata | Grizzlys Catalans | 34 – 12 (7-0 7-6 6-6 14-0) referto referto 2 | Centaures de Grenoble |  |

| 26 marzo 2022, ore 19:00 5ª giornata | Centaures de Grenoble | 37 – 0 (7-0 13-0 7-0 10-0) referto referto 2 | Hurricanes de Montpellier |  |

| 9 aprile 2022, ore 19:00 6ª giornata | Centaures de Grenoble | 7 – 36 (0-7 0-10 0-7 7-12) referto referto 2 | Grizzlys Catalans |  |

| 23 aprile 2022, ore 19:00 7ª giornata | Argonautes d'Aix-en-Provence | 22 – 24 (0-7 0-14 7-0 15-3) referto referto 2 | Centaures de Grenoble |  |

| 14 maggio 2022, ore 19:00 Recupero dell'8ª giornata | Centaures de Grenoble | 28 – 42 (6-0 8-14 0-7 14-21) referto referto 2 | Ours de Toulouse |  |

| 21 maggio 2022, ore 19:00 9ª giornata | Centaures de Grenoble | 6 – 34 (0-8 6-0 0-12 0-16) referto referto 2 | Blue Stars de Marseille |  |

| 4 giugno 2022, ore 20:00 10ª giornata | Hurricanes de Montpellier | 21 – 14 (7-0 7-14 7-0 0-0) referto referto 2 | Centaures de Grenoble |  |

## Statistiche di squadra
| Competizione | %Vittorie | In casa | In casa | In casa | In casa | In casa | In casa | In trasferta | In trasferta | In trasferta | In trasferta | In trasferta | In trasferta | Totale | Totale | Totale | Totale | Totale | Totale |
| Competizione | %Vittorie | G       | V       | N       | P       | Pf      | Ps      | G            | V            | N            | P            | Pf           | Ps           | G      | V      | N      | P      | Pf     | Ps     |
| ------------ | --------- | ------- | ------- | ------- | ------- | ------- | ------- | ------------ | ------------ | ------------ | ------------ | ------------ | ------------ | ------ | ------ | ------ | ------ | ------ | ------ |
| Campionato   | .200      | 5       | 1       | 0       | 4       | 91      | 138     | 5            | 1            | 0            | 4            | 56           | 135          | 10     | 2      | 0      | 8      | 147    | 273    |
| Totale       | .200      | 5       | 1       | 0       | 4       | 91      | 138     | 5            | 1            | 0            | 4            | 56           | 135          | 10     | 2      | 0      | 8      | 147    | 273    |

## Statistiche personali

### Passer rating
La classifica tiene in considerazione soltanto i quarterback con almeno 10 lanci effettuati.
| Giocatore | G | Att | Comp | Int | Yds  | TD | NFL   | NCAA   |
| --------- | - | --- | ---- | --- | ---- | -- | ----- | ------ |
| Caruso    | 1 | 214 | 101  | 12  | 1326 | 10 | 59,44 | 103,45 |
| Perrin    | 3 | 6   | 3    | 1   | 68   | 1  |       |        |